# Близ ет Борн
Близ ет Борн (фр. Blis-et-Born) насеље је и општина у југозападној Француској у региону Аквитанија, у департману Дордоња која припада префектури Периже.
По подацима из 2011. године у општини је живело 430 становника, а густина насељености је износила 21,29 становника/km². Општина се простире на површини од 20,2 km². Налази се на средњој надморској висини од 230 метара (максималној 257 m, а минималној 93 m).

## Демографија
| 1962. | 1968. | 1975. | 1982. | 1990. | 1999. | 2011. |
| ----- | ----- | ----- | ----- | ----- | ----- | ----- |
| 184   | 251   | 235   | 273   | 305   | 332   | 430   |

График промене броја становника у току последњих година